# 泰尔雅
泰尔雅（法語：Terjat，法語發音：[tɛʁʒa]）是法国阿列省的一个市镇，位于该省西南部，属于蒙吕松区。

## 地理
泰尔雅（46°12'14"N, 2°36'55"E）面积17.74 平方千米，位于法国奥弗涅-罗讷-阿尔卑斯大区阿列省，该省份为法国中部省份，北起涅夫勒省、西北接谢尔省，西南至克勒兹省，南至多姆山省，东南临卢瓦尔省，东临索恩-卢瓦尔省。
与泰尔雅接壤的市镇（或旧市镇、城区）包括：阿尔弗耶-圣普列斯特、孔布拉耶地区马尔西亚、马济拉、小马尔什、圣热内斯、圣泰朗斯。

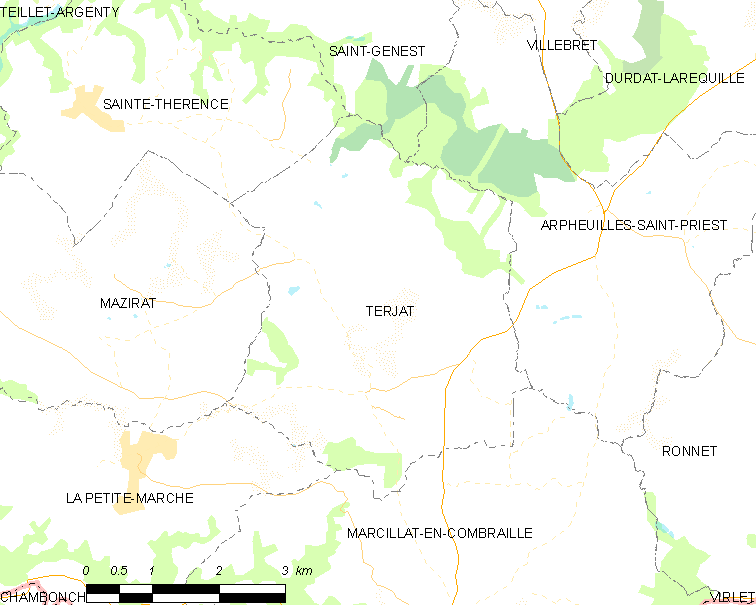
泰尔雅的OSM定位图

泰尔雅的时区为UTC+01:00、UTC+02:00（夏令时）。

## 行政
泰尔雅的邮政编码为03420，INSEE市镇编码为03280。

## 政治
泰尔雅所属的省级选区为蒙吕松第三县。

## 人口

1962-2008年间泰尔雅人口变化图示

泰尔雅于2022年1月1日时的人口数量为181人。